# Kobaltfosfaat

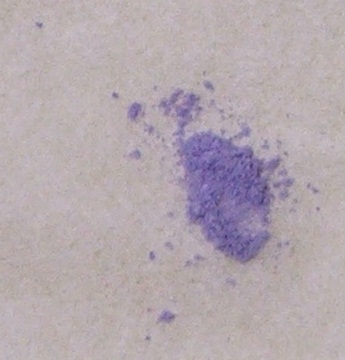
Pigmentpoeder van kobaltfosfaat

Kobaltfosfaat of kobalt(II)fosfaat is een anorganisch violet pigment met de formule Co3(PO4)2. Het wordt wel kobaltviolet donker genoemd ter onderscheid met kobaltarsenaat dat dan "kobaltviolet licht" heet.

## Ontdekking

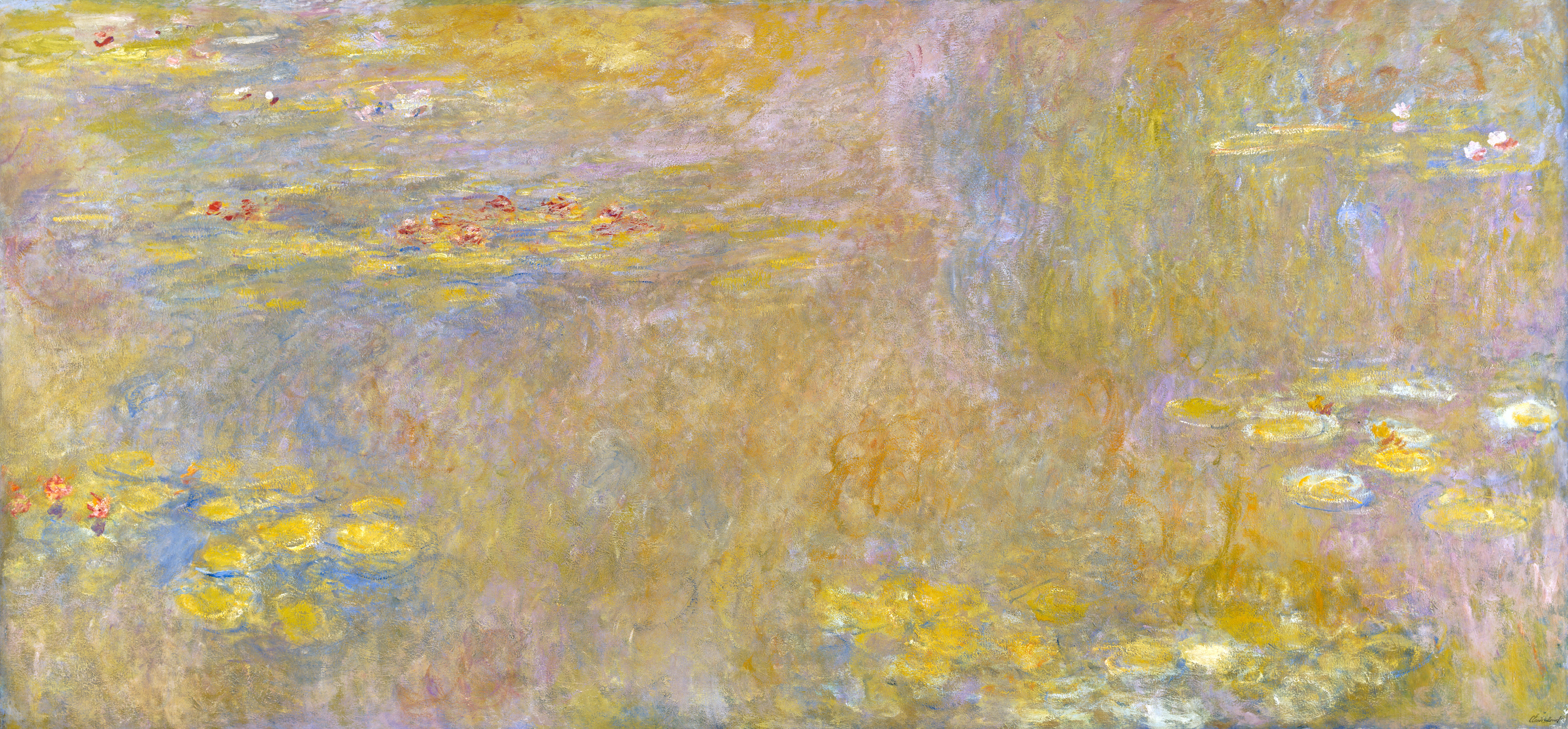
Monets Nirvana jaune toont kobaltviolet

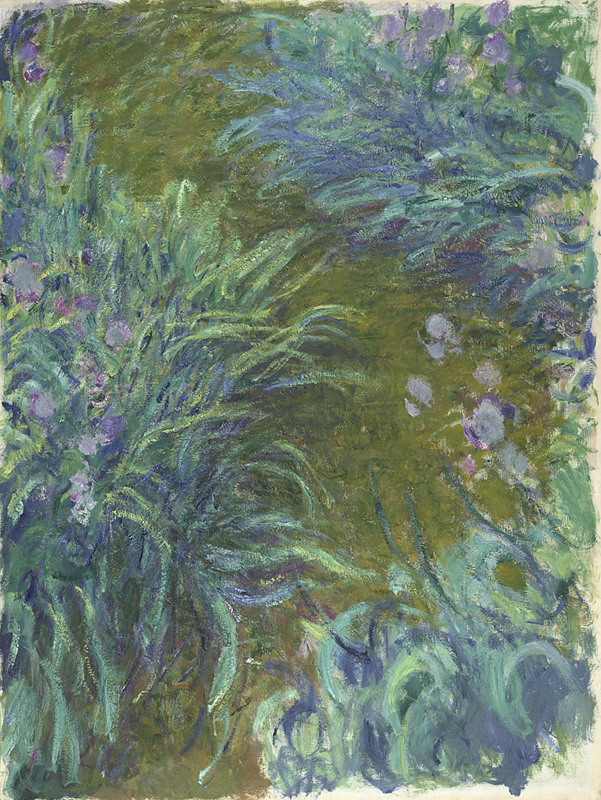
Irissen in kobaltviolet

In 1859 loofde de Franse Société industrielle de Mulhouse een prijsvraag uit voor een lichtecht violet waarmee men textiel kon kleuren. Scheikundige Alphonse Salvétat stelde voor daarvoor kobaltfosfaat te gebruiken, een stof die overigens al lang toegepast werd, bijvoorbeeld voor de productie van kobaltblauw. De stof werd gemaakt door het precipiteren van een oplossing van kobaltzouten met dinatriumfosfaat. Het zo gewonnen poeder werd gewassen en sterk verhit. Later werd het pigment ook gemaakt door het verhitten van kobaltzouten met natriumfosfaat. Er bestaan ook gehydrateerde vormen, een donker octohydraat en een roze tetrahydraat. Kobaltfosfaat heeft meestal een enigszins roodviolette tint van matige verzadiging. 
Het pigment werd niet erg populair voor het kleuren van textiel maar vond wel, vooral wegens de lichtechtheid, zijn weg naar de schilderkunst waar het nog steeds wordt toegepast, hoewel het geleidelijk verdrongen werd door mangaanviolet. Paarse anilinepigmenten verkleurden in de negentiende eeuw al na enige maanden maar ook het alternatief, het mengen van kobaltblauw met karmijn, leverde geen stabiele tint op. Wegens zijn hoge prijs en haperingen in de productie bleef het gebruik van kobaltfosfaat toch wat beperkt. Desalniettemin viel de keuze voor een paarse tint typisch op "kobaltviolet donker" in plaats van "kobaltviolet licht". Als men in de literatuur een verwijzing naar "kobaltviolet" vindt zonder nadere aanduiding, heeft dat meestal betrekking op kobaltfosfaat, niet op kobaltarsenaat. In Claude Monet's Irissen en Nirvana jaune (een latere titel voor een werk uit zijn reeks "Waterlelies") is kobaltfosfaat aangetoond — maar geen kobaltarsenaat. Pierre-Auguste Renoir gebruikte geen kobaltfosfaat maar mengde zijn violetten. In het werk van Paul Gauguin is het vreemd genoeg niet aangetoond, hoewel uit zijn correspondentie blijkt dat hij het vaak aankocht.
Naast de toepassing in de schildertechnieken wordt kobaltfosfaat gebruikt voor het paars kleuren van glaswerk en keramiek.

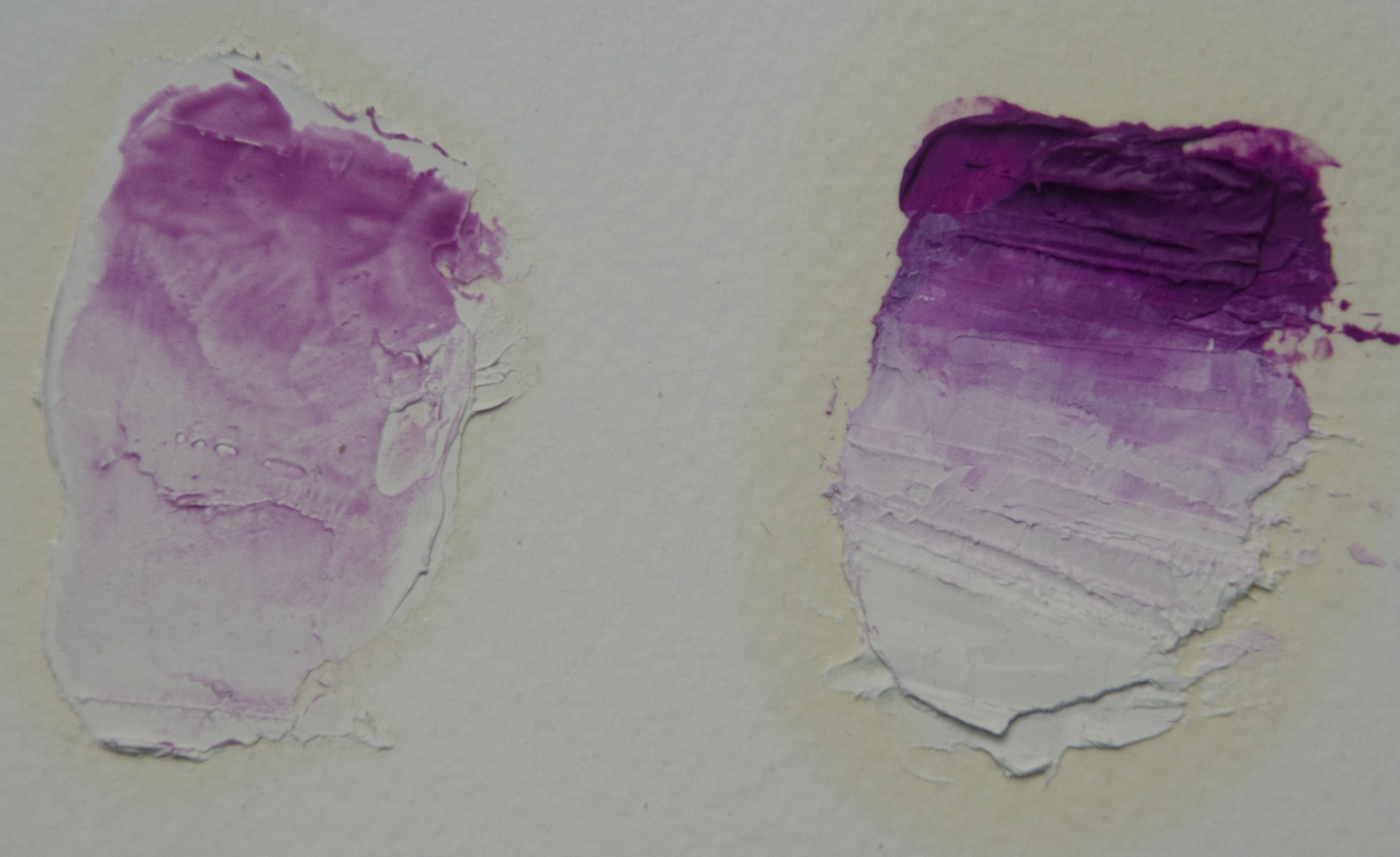
Kobaltviolet als een standolieglacis op zinkwit links en de massatint rechts

Behalve het kobaltfosfaat in eigenlijke zin, zijn allerlei verbindingen met kobalt en fosfor als pigment voorgesteld. De meeste daarvan hebben nooit veel betekenis gehad; een uitzondering vormt het glacerende en roodviolette kobaltammoniumfosfaat dat als PV 49 een zekere productie kent.

## Eigenschappen
Kobaltfosfaat is zeer lichtecht. Het reageert niet met andere pigmenten. Het is sterk glacerend en heeft nauwelijks dekkend vermogen. Het kleurend vermogen is gering en daarom is het pigment minder geschikt voor aquarel waarin het ook de neiging heeft uit te vlokken; soms treden al in de tube klonteringen op. Door de geringe kleurkracht en transparantie is het pigment, anders dan de naam zou doen vermoeden, niet bijzonder donker: in olieverf heeft het het karakter van een doorzichtige lila pasta. In de huidige acrylverf wordt het in het geheel niet toegepast omdat de tint te flets zou worden; wel zijn imitaties beschikbaar. In olieverf versnelt het de droging van de verffilm sterk. Door het glacerende karakter van het pigment kan in olieverf door een glacis de verzadiging sterk verbeterd worden. In de Colour Index is het het PV 14. Het is niet kalkbestendig en niet geschikt voor fresco. Het is niet hittebestendig en zal bij verhitting nadonkeren. Het is licht giftig en geeft allergische reacties bij huidcontact; innemen leidt tot kokhalzen. Het pigment is zeer duur.